# Barn av solen
Barn av solen är en norsk svartvit romantisk komedifilm från 1955. Filmen regisserades och skrevs av Arne Skouen, baserad på hans pjäs med samma namn från 1941.

## Handling
Filmen skildrar tämligen bekymmerslösa unga människor. Polly intalar sig att han har svårt att hitta en tjej åt Jan och detta upptar det mesta av hans tid.

## Rollista
- Finn Kvalem – Jan
- Svein Byhring – Polly
- Karen Randers-Pehrson – Ranka
- Anita Rummelhoff – Lise
- Henny Moan – Kari
- Rut Tellefsen – Tjatja
- Arne Jacobsen – Odd
- Noralv Teigen – Kinsey
- Harald Aimarsen
- Marit Bolling – en flicka (ej krediterad)
- Gustav Adolf Hegh
- Willie Hoel

## Om filmen
Filmen bygger på Arne Skouens pjäs Barn av solen som 1941 uruppfördes på Det Nye Teater. Filmen producerades av Owesen-film med Albert W. Owesen som produktionsledare. Skouen regisserade filmen och skrev även manus. Filmen fotades av Finn Bergan och klipptes av Jan Erik Düring. Musiken komponerades av Gunnar Sønstevold. Premiären ägde rum den 17 oktober 1955 i Norge.